# Den højere arabiske komité
Den højere arabiske komité var et politisk organ under det britiske mandat for Palæstina. Den oprettedes den 25. april 1936 på initiativ af Jerusalems stormufti Haj Amin al-Husseini.
Oprindelige medlemmer:
- Haj Amin al-Husseini (præsident)
- Raghib al-Nashashibi, National Defence Party (NDP)
- Jamal al-Husseini, Palestine Arab Party (PAP)
- Yaqub al-Ghusayn, Youth Congress Party (YCP)
- Abd al-Latif Salah, National Bloc (NB)
- Hussein al-Khalidi, Reform Party (RP)
- Awni Abd al-Hadi, lederen af det Istiqlal-baserede Uavhengighetspartiet

I april 1946 bestod komitéen af følgende medlemmer:
- Jamal al-Husseini
- Tewfiq al-Husseini
- Yusif Sahyun
- Kamil al-Dajani
- Emile al-Ghury
- Rafiq al-Tamimi
- Anwar al-Khatib
- Dr. Izzat Tannus
- Antone Attallah
- Ahmad al-Shukayri
- Sami Taha
- Dr. Yusif Haykal